# Listrognathus confractus
Listrognathus confractus là một loài tò vò trong họ Ichneumonidae.